# 정골 의무 박사
정골 의무 박사(Doctor of Osteopathic Medicine. DO 또는 D.O. 또는 호주에서는 DO USA)는 미국 내 38개 정골의학 의과대학에서 수여하는 의학 학위(medical degree)이다. DO와 의무박사(MD) 학위는 동일하다. DO 졸업생은 의사 또는 외과의사 자격을 취득할 수 있으며, 따라서 미국 50개 주 전체에서 완전한 의료 및 외과 실습 권리를 갖는다. 2021년 현재 미국 전역에서 DO 프로그램에 참여하는 정골의학과 의과대학생이 168,701명이다. 정골의학(미국에서 정의 및 규제됨)은 역사적으로 정골(osteopathy)의 준의료 행위에서 등장했지만 뚜렷하고 적절한 의료 전문직이 되었다.

## 같이 보기
- 의무박사
- 정골요법(osteopathy)
- 미국의 정골 의학
- 미국의 MD와 DO 비교